# Vladímer Mamutxaixvili
Vladímer "Lado" Mamutxaixvili ( georgià : ვლადიმერ მამუჩაშვილი; nascut a Tblisi el 29 d'agost de 1997) és un futbolista professional que juga de migcampista al Torpedo Kutaisi de l'Erovnuli Liga i a la selecció georgiana.

## Trajectòria
Es va formar a l'escola de futbol del Saburtalo, on va entrar als 7 anys.
Va debutar amb el primer equip contra Kolkheti Khobi el 31 d'agost de 2013, en un partit que van acabar guanyant per 4 a 1. Quatre anys més tard, va marcar el seu primer gol a l'Erovnuli Liga en la victòria per 1 a 4 al camp del Dinamo Tbilisi.
L'estiu següent va posar fi a una etapa de 14 anys al Saburtalo fitxant pel Dinamo Batumi de l'Erovnuli Liga 2 amb un contracte de dos anys, més tard prorrogat per dos anys més.
Mamuchashvili es va convertir en un jugador clau al seu nou club. A la primera temporada, va participar en els 19 partits restants i va ajudar a l'equip a segellar un ascens immediat a primera divisió. El 2021, va anotar en cadascuna de les tres rondes de la UEFA Europa Conference League 2021-22 que va jugar el seu equip. La mateixa temporada el Dinamo Batumi va guanyar el títol de lliga amb Mamuchashvili participant en tots els partits, excepte en un, i marcant nou gols.
El 2023, Mamuchashvili va contribuir amb 12 gols a un altre títol de Lliga del Dinamo. A finals d'any, va rebre un reconeixement individual en ser nomenat a l'Equip de la Temporada.
Mamuchashvili va fer 24 aparicions en totes les competicions l'any següent, convertint-se en el màxim golejador de l'equip amb vuit gols a principis d'agost. Aquell estiu va decidir deixar el Dinamo Batumi després de set temporades.
El 13 d'agost de 2024, el club moldau Sheriff Tiraspol va anunciar el fitxatge de Mamuchashvili com a agent lliure. El 29 de setembre, va anotar un hat-trick en la victòria per 3-1 sobre Dacia. A finals de desembre de 2024, Mamuchashvili va ser el segon jugador més ben valorat de la Superlliga moldava. Després que el Sheriff aconseguís la copa nacional el maig de 2025, Mamuchashvili va ser nomenat per Sofascore com a Jugador de la Temporada i va ser inclòs també a l'Equip de la Temporada amb la puntuació més alta.
El 25 de juny de 2025, Mamuchashvili va deixar el Sheriff per fitxar pel Torpedo Kutaisi.

## Selecció de Geòrgia
Mamuchashvili ha jugat a totes les seleccions inferiors georgianes. Va debutar amb la seleccio abosluta el 5 de setembre de 2021 en una eliminatòria de classificació per a la Copa del Món 2022 contra Espanya, una derrota per 4-0 a Badajoz.

## Estadístiques

#### Clubs
Actualitzat a 2/07/2025
| Club                 | País     | Any       | Partits | Gols |
| -------------------- | -------- | --------- | ------- | ---- |
| FC Saburtalo Tbilisi | Geòrgia  | 2013-2018 | 133     | 5    |
| FC Dinamo Batumi     | Geòrgia  | 2018-2024 | 223     | 51   |
| FC Sheriff Tiraspol  | Moldàvia | 2024-2025 | 24      | 10   |
| Torpedo Kutaisi      | Geòrgia  | 2025-     |         |      |

#### Selecció
Actualitzat a 11/6/2025
| Selecció | Any natural | Partits Jugats | Gols aconseguits |
| -------- | ----------- | -------------- | ---------------- |
| Geòrgia  | 2021        | 3              | 0                |
| Geòrgia  | 2022        | 4              | 0                |
| Geòrgia  | 2023        | 3              | 0                |
| Geòrgia  | 2024        | 0              | 0                |
| Geòrgia  | 2025        | 2              | 0                |
| Total    | Total       | 12             | 0                |

## Palmarès

#### Saburtalo
- 1 Erovnuli Liga 2: 2014–15

#### Dinamo Batumi
- 1 Erovnuli Liga 2: 2018
- 2 Erovnuli Liga: 2021, 2023
- 1 Supercopa de Geòrgia: 2022

#### Sheriff Tiraspol
- 1 Copa de Moldàvia:  2024-25

#### Individual
- Membre de l'equip de la temporada de l'Erovnuli Liga 2023[15]